# 태풍 노루 (2017년)
태풍 노루(JTWC 지정 번호: 07W, 국제명: NORU)는 2017년 7월 20일부터 8월 8일까지 활동했고 최저기압 935 hPa를 기록한 2017년의 제5호 태풍이다. NORU는 대한민국에서 제출한 이름으로 노루를 의미한다.

## 개요

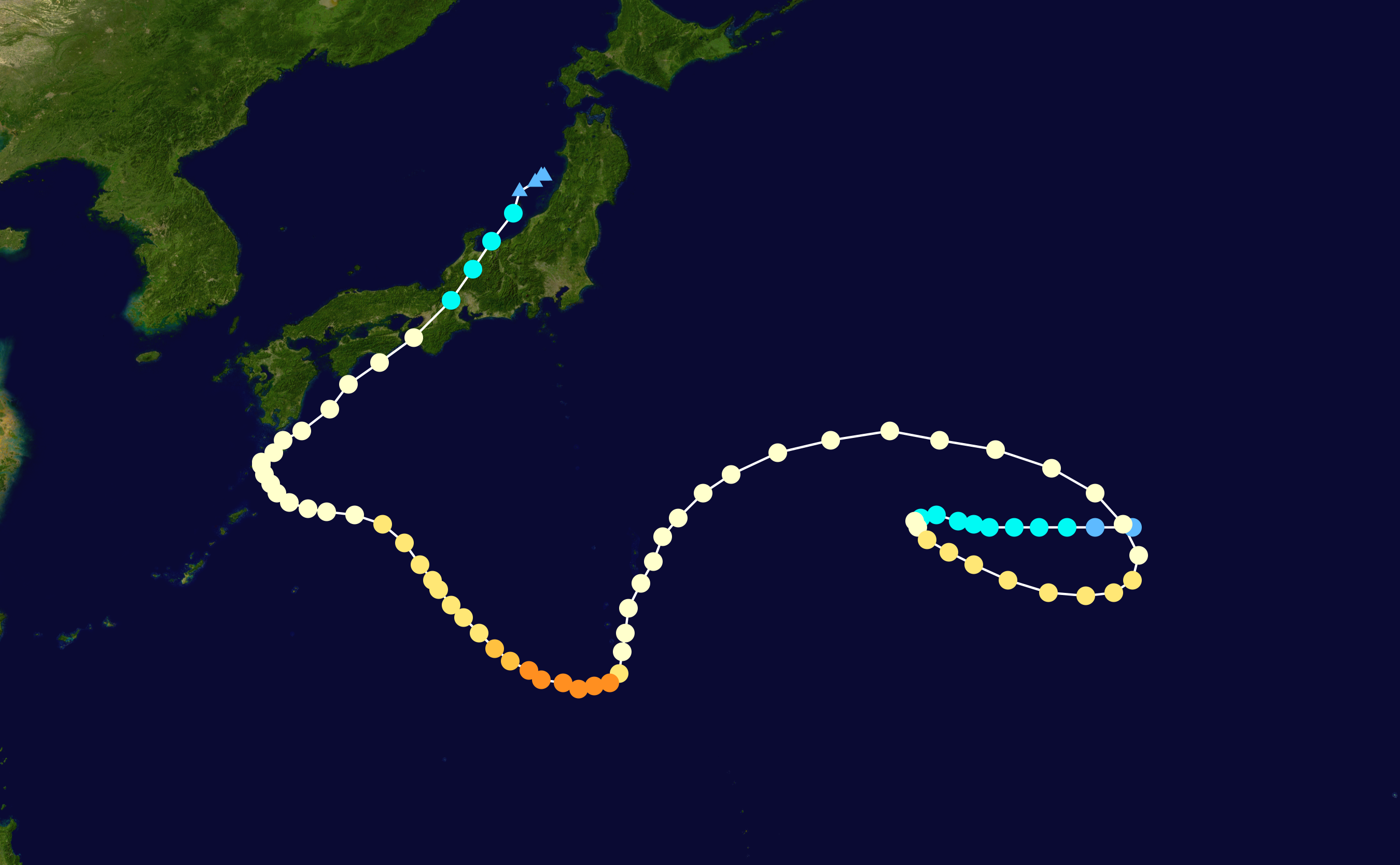
태풍 노루의 이동 경로

태풍 노루는 7월 20일 오후 9시에 중심기압 1006hPa, 18m/s, 강풍 반경 220km, 크기 '소형'의 열대폭풍으로 일본 도쿄 동남동쪽 약 1,950km 부근 해상에서 발생하였다. 노루는 보통의 태풍 진로와 달리 고리 모양을 그리다 남쪽으로 후진하는 등 이상 진로를 보이며 장기간 방황하였다. 기상 분석상 대한해협으로 향할 가능성이 높다고 예측되었으나, 5일 오전 일본 가고시마 쪽으로 방향을 틀어 북동진으로 전향한 이후, 8월 7일 오후 3시 30분경에 중심기압 975hPa, 최대풍속 28m/s(일본 기상청 태풍정보 속보치 기준)의 세력으로 일본 와카야마현 북부에 상륙하였다. 일본에 상륙한 이후로는 급약화되어가면서 동해상으로 진출하였고, 한국 기상청 기준으로는 8월 8일 오후 3시에 일본 도쿄 북북서쪽 약 210km 부근 육상에서 중심기압 992hPa의 열대저압부로 소멸하였다. 일본 기상청 기준으로는 8월 9일 오전 3시에 일본 도쿄 북서쪽 약 450km 부근 해상에서 중심기압 992hPa의 온대저기압으로 변질되었다. 
| 순위 | 태풍번호 | 태풍이름 | 존재기간    |
| ---- | -------- | -------- | ----------- |
| 1위  | 8614     | WAYNE    | 19일 6시간  |
| 2위  | 7207     | RITA     | 19일        |
| 2위  | 1705     | NORU     | 19일        |
| 4위  | 6722     | OPAL     | 18일 6시간  |
| 5위  | 2302     | MAWAR    | 16일        |
| 6위  | 9120     | NAT      | 15일 18시간 |
| 7위  | 7209     | TESS     | 15일 12시간 |
| 8위  | 7414     | MARY     | 15일 6시간  |
| 9위  | 0917     | PARMA    | 14일 18시간 |
| 10위 | 9728     | PAKA     | 14일 12시간 |
| 10위 | 9431     | VERNE    | 14일 12시간 |

## 피해
일본에서 총 2명의 사망자와 1억 달러 이상의 재산 피해를 냈다.

## 같이 보기
- 태풍 로키 (2011년)